# Lophocalyx atlantiensis
Lophocalyx atlantiensis är en svampdjursart som beskrevs av Menshenina, Tabachnick, Lopes och L. Hajdu 2007. Lophocalyx atlantiensis ingår i släktet Lophocalyx och familjen Rossellidae. Inga underarter finns listade i Catalogue of Life.